# Partida doble

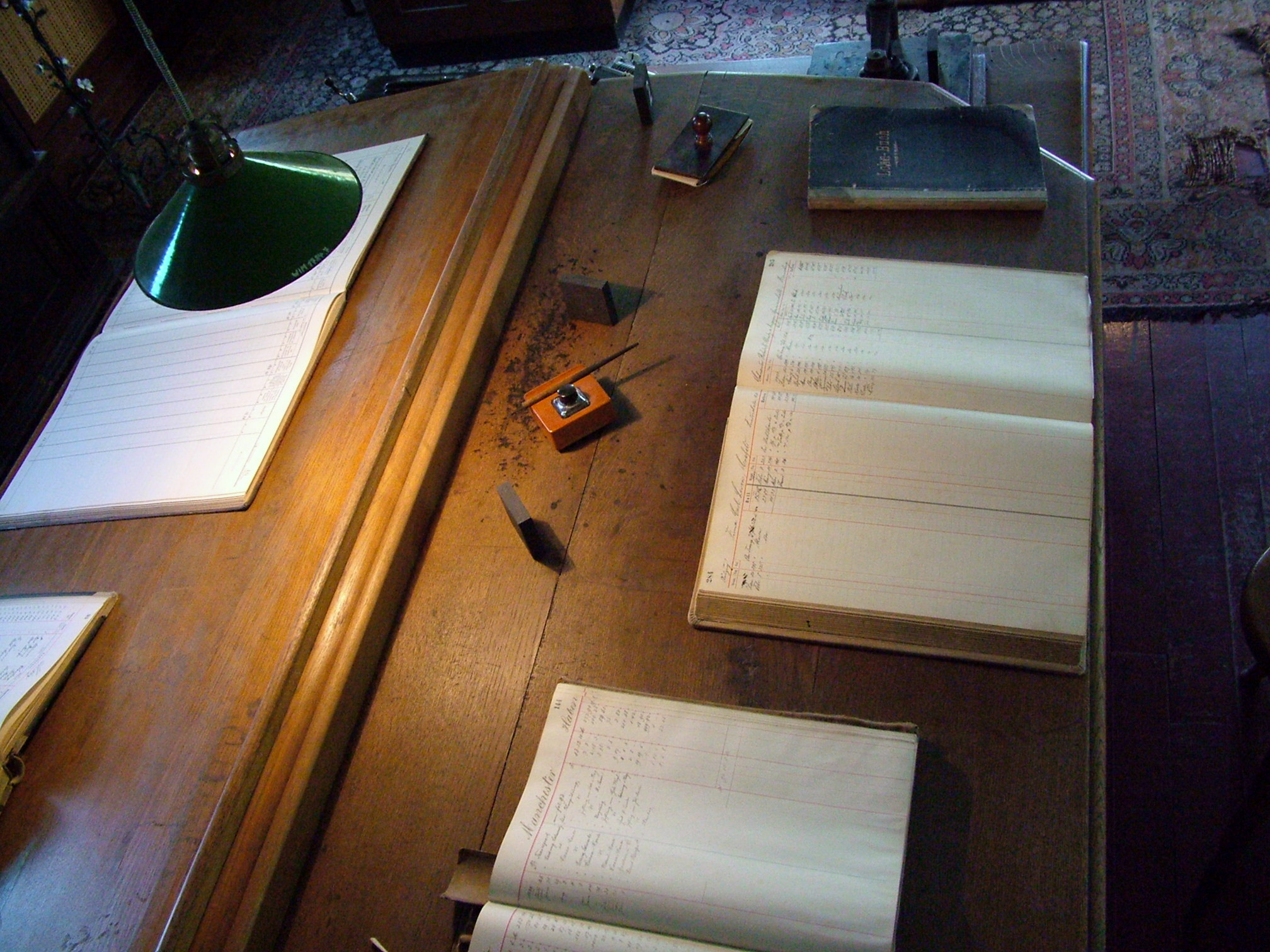
Llibre de caixa per a la comptabilitat.

El sistema de partida doble o comptabilitat de doble entrada és el mètode o sistema de registre de les operacions més utilitzat en comptabilitat.
Seguint aquest sistema de partida doble, en cada operació que executa una empresa cal buscar sempre una doble modificació en els elements patrimonials d'aquesta. El registre comptable es fa anotant dues vegades la quantitat de l'operació: al deure d'un compte i a l'haver d'un altre compte. Per exemple, si ens concedeixen una subvenció, però ens la queden a deure i no ens la paguen fins tres mesos més tard, apuntarem l'ingrés en el moment de la concessió i el cobrament quan ens la paguin, i mentrestant aquesta quantitat estarà recollida en un compte de deutors, perquè tenim dret que ens la paguin. Quan s'empra aquest sistema, es diu que se segueix el criteri d'import, perquè s'apunten els ingressos i despeses quan neixen els drets i obligacions, al marge de quan s'efectuï el pagament o el cobrament.

## Orígens
L'origen de la comptabilitat per partida doble data del segle XV a Nàpols, i va sorgir en el tractat "Della mercatura e del mercante perfetto" escrit per Benedetto Cotrugli (Benedikt Kotruljević, natural de Dubrovnik) mentre era conseller d'Alfons el Magnànim. Curiosament, el va acabar el 25 d'agost de 1458 un mes després de la mort del rei.
Se'n conserva una còpia manuscrita de 1475 a la Biblioteca Nacional de Malta, (Valletta), i entre altres n'hi ha un exemplar publicat en italià (1573), a la Biblioteca de Marciana (Venècia).
En aquest llibre, en el capítol on tracta explícitament de la comptabilitat estableix la identitat de la partida doble, a més a més recomana l'ús de tres llibres: "Cuaderno" (Major), "Giornale" (Diari) i "Memoriale" (Esborrany), afegint-hi un llibre copiador de cartes i la recomanació prioritària d'aprendre comptabilitat.
Hi ha controvèrsia sobre qui va ser el primer, ja que De Mercatura va romandre en forma de manuscrit i no es va publicar "imprès" fins al 1573. El franciscà fra Lucca Pacioli va guanyar-se la fama en forma de llibre imprès perquè va publicar el 1494 un tractat comptable amb aquest sistema a la seva obra Summa Aritmethica. El postulat principal de Pacioli és "No hi ha deutor sense creditor, ni creditor sense deutor". Això significa que, considerant la totalitat dels elements patrimonials de l'empresa, si un element disminueix és perquè un altre augmenta, o, cosa que és el mateix, si es produeix una entrada d'un element és perquè hi ha una sortida d'un altre element i, per tant, fer un càrrec a un compte (o comptes) suposa sempre haver de fer un abonament a un altre compte (o comptes).